# Chuột chù voi
Chuột chù voi, còn được gọi là chuột chù nhảy hay sengi, là các động vật có vú nhỏ ăn côn trùng có nguồn gốc từ châu Phi, thuộc Họ Chuột chù voi (Macroscelididae) trong Bộ Macroscelidea. Tên tiếng Anh phổ biến của chúng là "elephant shrew" (nghĩa là chuột chù voi) xuất phát từ sự tương đồng giữa cái mũi dài của chúng và vòi của loài voi, và sự tương đồng bề ngoài của chúng với chuột chù (Họ Soricidae) trong Bộ Eulipotyphla. Tuy nhiên, phân tích phát sinh học cho thấy chuột chù voi không có họ hàng với các loài chuột chù thực sự, nhưng thực tế có họ hàng gần gũi với voi hơn là chuột chù. Năm 1997, nhà sinh vật học Jonathan Kingdon đã đề xuất rằng chúng nên được gọi là "sengi", một thuật ngữ bắt nguồn từ các ngôn ngữ Bantu của châu Phi, vào năm 1998, chúng được phân loại vào nhánh mới Afrotheria.
Chúng phân bố rộng khắp khu vực phía nam châu Phi, và mặc dù không phổ biến ở nơi nào, có thể được tìm thấy ở hầu hết mọi loại môi trường sống, từ sa mạc Namib đến những ngọn núi đá rải rác ở Nam Phi đến các khu rừng rậm. Một loài, chuột chù voi Bắc Phi, vẫn còn sống ở những vùng đất hoang sơ tại miền núi ở phía tây bắc của lục địa châu Phi.
Chúng là một trong những động vật có vú nhỏ chạy nhanh nhất, đã được ghi nhận có thể đạt đến tốc độ 28,8 km/giờ. Họ này được Bonaparte miêu tả năm 1838.

## Thói quen ăn uống
Chuột chù voi chủ yếu ăn côn trùng, nhện, rết, cuốn chiếu và giun đất. Chúng dùng mũi của mình để tìm con mồi và dùng lưỡi để nhét thức ăn nhỏ vào trong miệng, giống như thú ăn kiến. Việc ăn con mồi lớn có thể khó khăn; một con chuột chù voi chật vật với một con giun đất trước tiên phải ghìm con mồi xuống đất bằng hai chân trước. Sau đó, quay đầu sang một bên, nó nhai từng miếng bằng răng má, giống như một con chó nhai xương. Đây là một quá trình vụng về, và nhiều mảnh nhỏ của con giun rơi xuống đất; những mảnh này chỉ đơn giản là được bật lên bằng lưỡi. Một số loài chuột chù voi cũng ăn một lượng nhỏ thực vật, đặc biệt là lá mới, hạt và quả nhỏ.

## Tiến hóa
Một số loài hóa thạch được biết đến, tất cả có nguồn gốc từ Châu Phi. Chúng tách biệt với bộ có ngoại hình tương tự Leptictida. Một sự đa dạng hóa đáng kể của các loài chuột chù voi đã xảy ra trong thế Paleogen. Một số, chẳng hạn như Myohyrax, có ngoại hình giống với loài đa man đến mức chúng ban đầu được bao gồm trong nhóm đó, trong khi các loài khác, như Mylomygale, tương đối giống loài gặm nhấm. Những dạng sinh vật bất thường này đều chết hết vào thế Pleistocen. Mặc dù các loài chuột chù voi đã được phân loại với nhiều nhóm, thường dựa trên các đặc điểm bề ngoài hời hợt, bằng chứng hình thái và phân tử đáng kể ngày nay đề xuất việc chúng được đặt trong nhóm Afrotheria, có lẽ gần với cơ sở của Paenungulata.

## Phân loại
Trong quá khứ, chuột chù voi từng được phân loại cùng với chuột chù và nhím gai vào trong Bộ Ăn sâu bọ; được xem như là họ hàng xa của các động vật móng guốc; được nhóm với các loài chuột chù cây; và gộp chung với thỏ đồng và thỏ trong Bộ Thỏ. Tuy nhiên, bằng chứng phân tử gần đây ủng hộ mạnh mẽ một siêu bộ Afrotheria kết hợp chuột chù với tenrec và chuột chũi vàng cũng như một số động vật có vú trước đây được coi là động vật móng guốc, bao gồm cả đa man, các loài Bộ Bò biển, aardvark và voi.

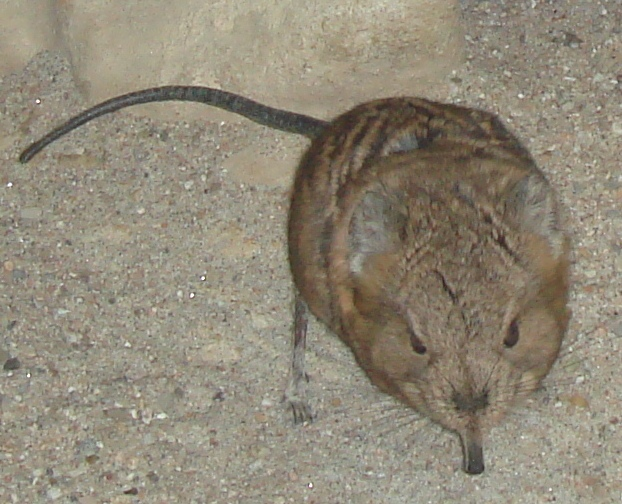
Macroscelides proboscideus, chuột chù voi tai tròn, Vườn thú Frankfurt

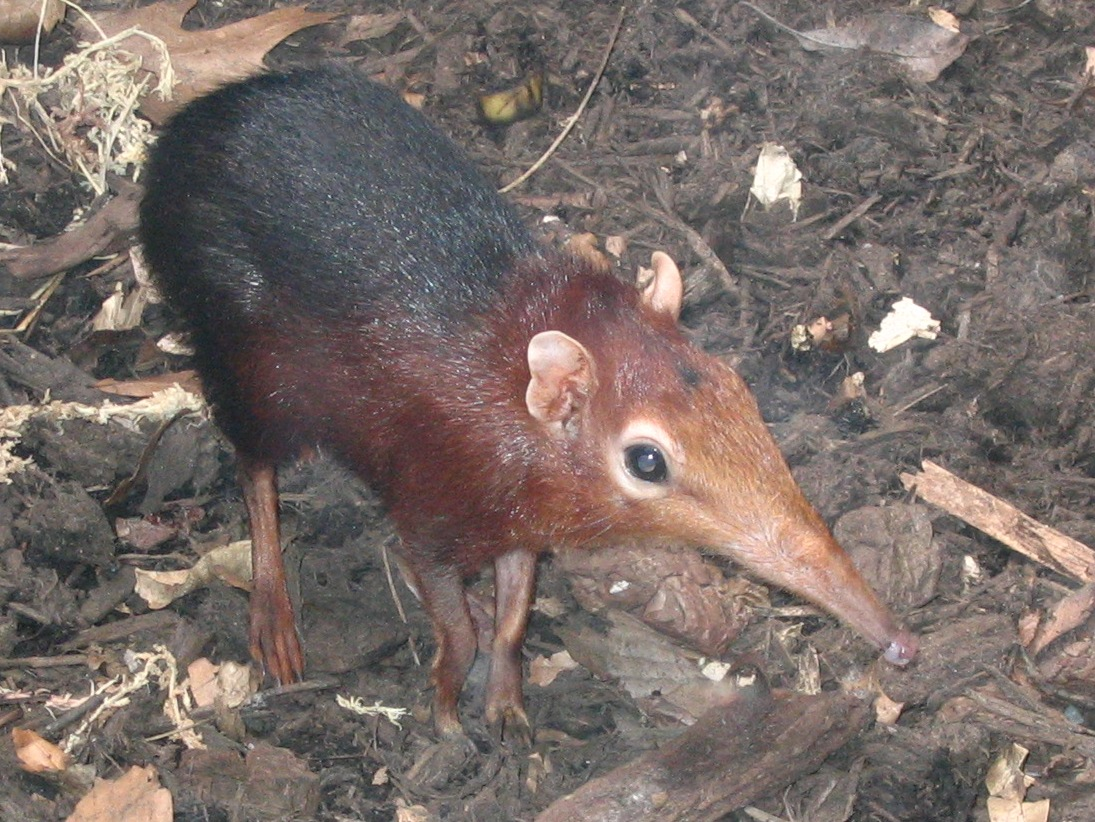
Một con chuột chù voi đen và đỏ heo đực tại vườn thú quốc gia ở Washington, D.C.

Có 19 loài chuột chù voi trong năm chi, hai trong số đó là đơn loài:
- BỘ MACROSCELIDEA
  - Họ Macroscelididae
    - Chi Elephantulus
      - Chuột chù voi mõm ngắn, E. brachyrhynchus
      - Chuột chù voi đội mũ, E. edwardii
      - Chuột chù voi chân sẫm, E. fuscipes
      - Chuột chù voi sẫm, E. fuscus
      - Chuột chù voi Bushveld, E. intufi
      - Chuột chù voi đá phương Đông, E. myurus
      - Chuột chù voi đá Karoo, E. pilicaudus[8]
      - Chuột chù voi Somali, E. revoili
      - Chuột chù voi đỏ heo, E. rufescens
      - Chuột chù voi đá phương Tây, E. rupestris

    - Chi Macroscelides
      - Chuột chù voi tai tròn Namib, M. flavicaudatus
      - Chuột chù voi tai tròn Etendeka, M. micus
      - Chuột chù voi tai tròn, M. proboscideus

    - Chi Petrodromus
      - Chuột chù voi bốn ngón, P. tetradactylus

    - Chi Petrosaltator
      - Chuột chù voi Bắc Phi, P. rozeti

    - Chi Rhynchocyon
      - Chuột chù voi mông vàng, R. chrysopygus
      - Chuột chù voi ca rô, R. cirnei
      - Chuột chù voi đen và đỏ heo, R. petersi
      - Chuột chù voi mặt xám, R. udzungwensis [9]

## Hình ảnh

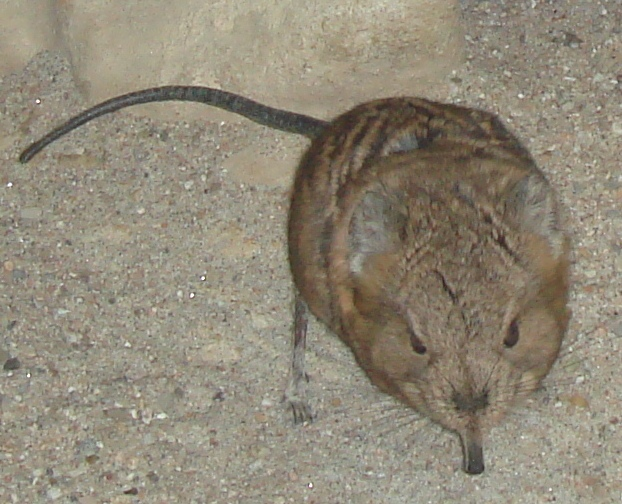
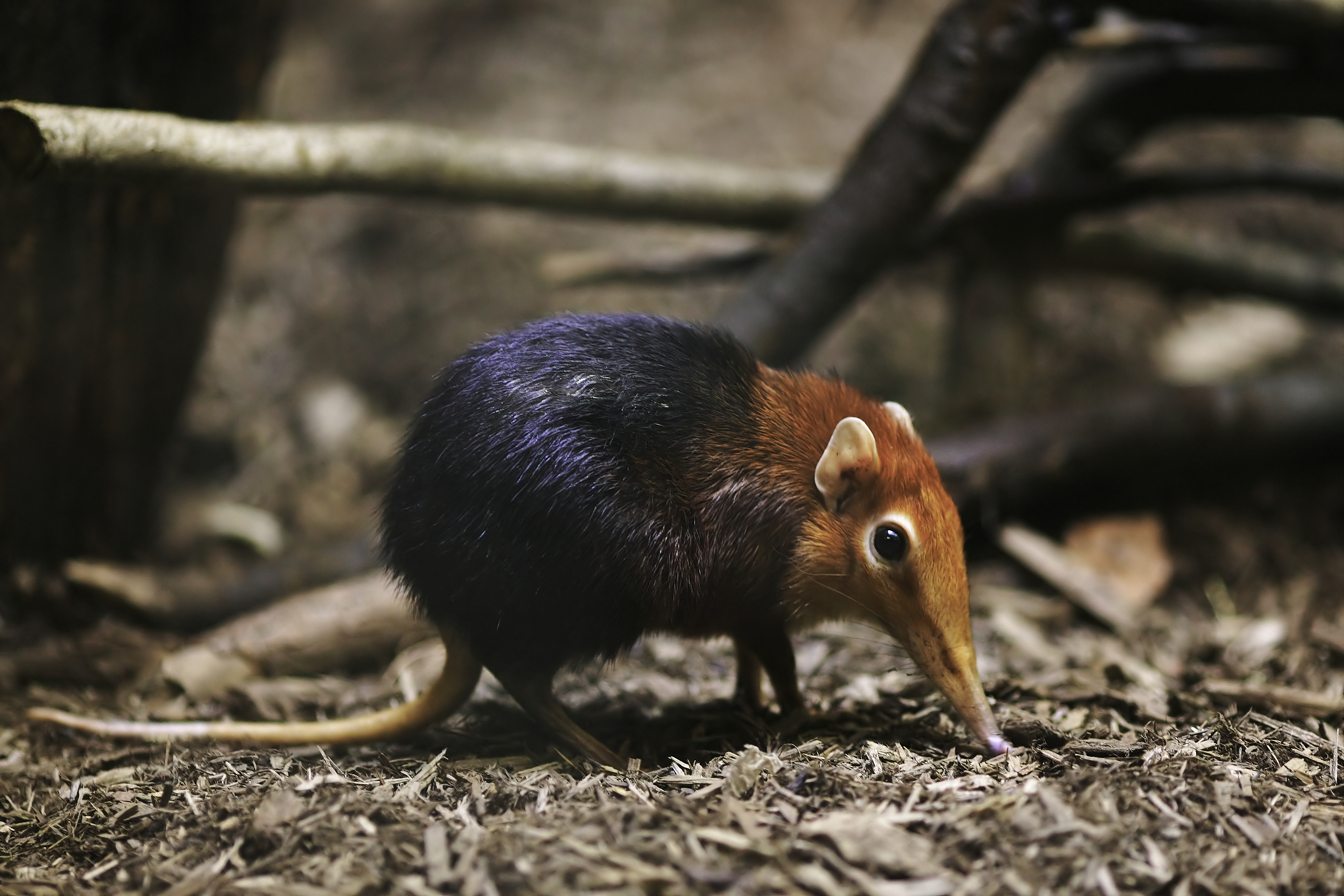